# Thái Phiên (nhiếp ảnh gia)
Thái Phiên (tên đầy đủ Nguyễn Thái Phiên, sinh 1960 tại Huế) là một nghệ sĩ nhiếp ảnh nổi tiếng với nghệ thuật chụp ảnh khỏa thân. Ông bắt đầu chụp ảnh nghệ thuật từ năm 1992, khi đang là một kỹ sư Nông Lâm.

## Danh hiệu
Ông là hội viên của Hội Nghệ sĩ Nhiếp ảnh Việt Nam (VAPA), đã được phong tước hiệu cao quý nhất: Nghệ sĩ Nhiếp ảnh Đặc biệt Xuất sắc - E.VAPA/G (Gold Excellence Artist of Vietnam Association of Photographic Artist) và cũng là hội viên của Liên đoàn Nhiếp ảnh Quốc tế FIAP (Fédération Internationale de l'Art Photographique) với tước hiệu Nghệ sĩ Nhiếp ảnh Xuất sắc - Excellence Artiste FIAP (E.FIAP).
Được Hiệp hội Nhiếp ảnh Hoa Kỳ PSA xếp hạng "Who's Who?".
Cuối năm 2008, tập sách ảnh Xuân Thì của ông được Hội Nghệ sĩ Nhiếp ảnh Việt Nam VAPA tặng Cúp đồng (không có Cúp vàng và bạc).
Tháng 11/2014, ông được Hội Nghệ sĩ Nhiếp ảnh Việt Nam (VAPA) trao tặng danh hiệu cao quý nhất: E.VAPA/G (Gold Excellence Artist of Vietnam Association of Photographic Artist) - Nghệ sĩ Nhiếp ảnh Đặc biệt Xuất sắc với bộ ảnh "Bước thời gian". Bộ ảnh (15 tác phẩm) là câu chuyện kể về 1 giai đoạn đáng nhớ của đời người phụ nữ, ông đã dùng ánh sáng và ngôn ngữ nhiếp ảnh (sắc độ nặng - Low key lighting - sử dụng tông màu đen là chủ đạo) để diễn đạt nội tâm theo thời gian dần trôi...
Chia sẻ về bộ ảnh này, NSNA Thái Phiên cho biết: "Trong khoảnh khắc khi biết mình được phong tước hiệu E.VAPA/G, tôi nghĩ nhiều nhất đến những người đã từng làm mẫu cho tôi, họ là những người hy sinh, ẩn mình đằng sau những tác phẩm của tôi. Họ đã vượt qua nhiều thành trì định kiến của xã hội...".
Tháng 6/2017 NSNA Thái Phiên lần đầu tiên hợp tác cùng với NAG Nguyễn Minh Đức, sống tại Nga, và NAG David Dubnitskiy, người Ukraina, làm giám khảo cho một thi ảnh đẹp nữ giới quốc tế.

## Tác phẩm

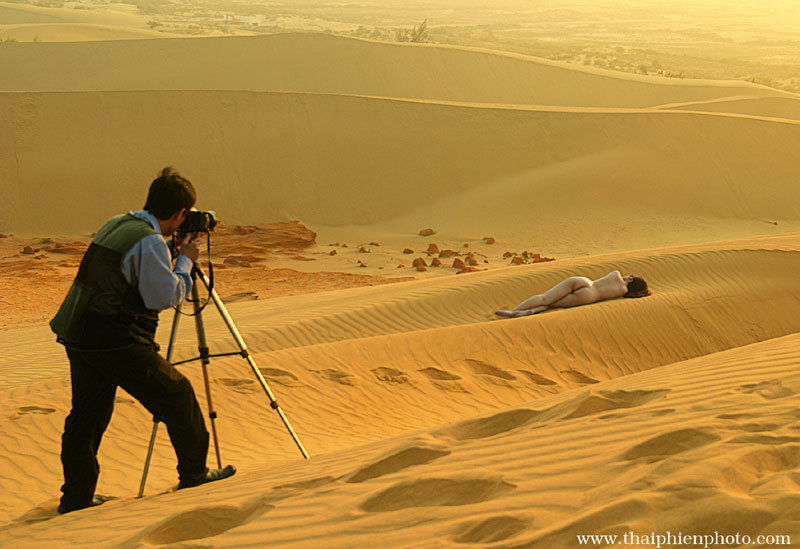
Thái Phiên và tác phẩm Sóng cát

Đến nay, Thái Phiên đã đoạt 52 giải thưởng, trong đó 25 giải thưởng quốc tế. Có 300 tác phẩm của ông được triển lãm tại trên 60 nước trên thế giới, trong đó hai tác phẩm nổi tiếng mang tên "Xuân thì" và "Lối về" được trưng bày vĩnh viễn tại Viện Bảo tàng Nhiếp ảnh Tây Ban Nha (MIF). Ngoài ra ông còn là chủ biên bộ sách Những tác phẩm nhiếp ảnh đoạt giải thưởng quốc tế, bộ sách (2 tập) được đưa vào thư viện của FIAP.
Cùng với sách ảnh "Xuân Thì", Nhà xuất bản Văn Nghệ Thành phố Hồ Chí Minh xuất bản năm 2007, Thái Phiên còn xuất bản lịch treo tường và lịch để bàn với ảnh khỏa thân nghệ thuật năm 2009, 2010, 2011, 2013 .
Nghệ sĩ Thái Phiên hiện đang sống tại Thành phố Hồ Chí Minh.
Nhận xét về nghệ thuật chụp ảnh nude của NSNA Thái Phiên, có người học trò của ông nhận xét: "Chụp ảnh Nude đẹp và tinh khiết như NSNA Thái Phiên thì cái Tâm đã phải sáng lắm rồi. Tâm sáng nghĩa là người biết Đạo..."
Về thưởng thức ảnh khỏa thân nghệ thuật, đã có lần Thái Phiên nói: "Xem những tác phẩm khoả thân chụp trong gió, ta cảm thấy tâm hồn mình thư thái, nhẹ bỗng lạ thường, như đang sống trong cõi mơ, như ta cùng người trong ảnh đã thoát tục tự thuở hồng hoang để nhẹ nhàng cất cánh bay lên, bay cao và lạc đến chốn Bồng Lai..."
"Đến với nghệ thuật nhiếp ảnh khỏa thân cần phải có Tâm Hồn. Tâm phải Tĩnh và Hồn phải Mỹ."
Về độ tuổi phù hợp để chụp ảnh Nude NSNA Thái Phiên cho rằng: "Theo tôi, độ tuổi PHÙ HỢP NHẤT để chụp ảnh khỏa thân là 24 tuổi (cộng trừ 3 - có thể du di chút đỉnh, tùy cơ địa từng người). Vào tuổi này, cơ thể các cô căng tràn nhựa sống, da dẻ non tơ, khi chụp có thể tạo dáng với những động tác bay nhảy, uốn gập... Cho dù tay nghề của photographer có yếu đi chăng nữa thì cũng có thể cho ra những tấm hình... dễ coi ".
Đầu tháng 4/2018, ông phát hành cuốn sách Miền Cổ Tích, gồm 95 tác phẩm ảnh khỏa thân nghệ thuật (Nhà xuất bản Hồng Đức), cuốn sách đã gây tiếng vang lớn trong và ngoài giới nhiếp ảnh.
Nghệ sĩ Nhiếp ảnh Lê Xuân Thăng, Phó chủ tịch Hội Nghệ sĩ Nhiếp ảnh Việt Nam (VAPA) nhận xét: "Nếu như "Xuân thì" là tập sách ảnh tập trung ghi nhận vẻ đẹp nơi hình thể người thiếu nữ vào giai đoạn thanh xuân, thì ở "Miền cổ tích" là hành trình nhà nhiếp ảnh Thái Phiên mời người xem ngược dòng thời gian khám phá, trải nghiệm thế giới "lãng mạn", hương vị ngọt ngào của những giấc mộng đẹp, được chia thành ba chủ đề: Tinh cầu lạ, Khúc tự tình và Miền cổ tích. Trong thế giới đan xen "mộng và thực" ấy, bằng đường nét và ánh sáng, mỗi hình tượng được tác giả khắc họa trở thành bức chân dung vừa phi thực vừa chân thực, giàu cảm xúc, gieo vào bạn đọc hạt mầm yêu thương".
Nghệ sĩ Nhiếp ảnh Lý Hoàng Long, Chủ tịch Hội đồng Nghệ thuật của VAPA nhận xét:
“ Với Miền cổ tích, Thái Phiên đã dùng giai điệu của ánh sáng để viết nên bản trường ca qua 3 chương với sự chuyển tiếp khéo léo.
Mở đầu bằng những khuôn hình chặt chẽ, chỉ với những đường nét tối giản và sắc độ trắng đen, những đường cong quyến rũ, dịu dàng chuyển mình sống động qua từng trang ảnh. Từ góc máy cận cảnh chuyển dần sang trung cảnh, khai thác nét đẹp toàn thân, việc đan xen giữa ảnh màu và đen trắng, giữa lowkey và highkey là sự giao thoa tinh tế dẫn dắt cảm xúc người xem qua nhiều cung bậc khác nhau.
Vẫn là ảnh nude, nhưng Thái Phiên có phong cách đa dạng, có thể "nghịch ngợm" trong studio chỉ với một nguồn sáng ven, nhưng cũng bay bổng khi hoà mình giữa đất trời mênh mông. Chương cuối là một tập hợp những ảnh như thế, người mẫu luôn ngự trị đâu đó những điểm mạnh khuôn hình trong một thiên nhiên kỳ vĩ... cứ thế người xem tự hoà lẫn vào không gian cho đến trang cuối mà vẫn nghe đâu đó tiếng sóng vỗ về.

Ảnh nude của Thái Phiên không lộ liễu, mà cứ thấp thoáng, ẩn hiện đâu đó những nàng tiên giáng thế, với những mỹ cảm trong sáng, lành mạnh đến thánh thiện... ”— Lý Hoàng Long,    
Từ ngày 16-20/6/2018, tại Hội Nhiếp Ảnh TP.HCM (HOPA). Lần đầu tiên, ông tổ chức cuộc triển lãm cá nhân với 26 tác phẩm, đánh dấu 26 năm sáng tác ảnh khỏa thân với tên gọi "Miền Cổ Tích". Đây được xem là một nỗ lực của ông đã mang nghệ thuật ảnh khỏa thân đến gần hơn với công chúng, cuộc triển lãm được đông đảo khán giả đến thưởng ngoạn và được giới truyền thông đánh giá "Cái nhìn của nhà quản lý về ảnh nude đã thay đổi".
Một tháng sau, ông được Bộ VH-TT-DL tổ chức và mời trưng bày triển lãm "Ảnh Nude Nghệ thuật" từ 20-27/7/2018 tại trung tâm Giám định và Triển lãm Mỹ thuật - Nhiếp ảnh, 29 Hàng Bài, Hà Nội. Nội dung triển lãm là ca ngợi vẻ đẹp của cơ thể, của tạo tác, mang tính nhân văn, thẩm mỹ cao. Ông chia sẻ: "Cuộc triển lãm lần này đã phá tan rào cản vô hình ngăn cản ảnh nghệ thuật khỏa thân với khán giả. Từ đây, ảnh nude sẽ được bình đẳng với tất cả các thể loại ảnh khác như chân dung, phong cảnh...".